# Глен де Бук
Глен де Бук (нід. Glen De Boeck, нар. 22 серпня 1971, Боом) — бельгійський футболіст, що грав на позиції захисника. По завершенні ігрової кар'єри — тренер. Виступав, зокрема, за клуби «Мехелен» та «Андерлехт», а також національну збірну Бельгії.

## Клубна кар'єра
Вихованець футбольної школи клубу «Боом». Дорослу футбольну кар'єру розпочав 1990 року в основній команді того ж клубу, в якій провів два сезони, взявши участь у 35 матчах чемпіонату.
Своєю грою за цю команду привернув увагу представників тренерського штабу клубу «Мехелен», до складу якого приєднався 1992 року. Відіграв за команду з Мехелена наступні три сезони своєї ігрової кар'єри. Більшість часу, проведеного у складі «Мехелена», був основним гравцем захисту команди.
1995 року перейшов до клубу «Андерлехт», за який відіграв 10 сезонів. Граючи у складі «Андерлехта» також здебільшого виходив на поле в основному складі команди. Завершив професійну кар'єру футболіста виступами за команду «Андерлехт» 2005 року.

## Виступи за збірну
6 жовтня 1993 року дебютував в офіційних матчах у складі національної збірної Бельгії у товаристському поєдинку проти збірної Габону. Протягом кар'єри у національній команді, яка тривала 11 років, провів у формі головної команди країни 35 матчів, забивши 1 гол.
У складі збірної був учасником чемпіонату світу 1998 року у Франції, чемпіонату світу 2002 року в Японії і Південній Кореї.

## Кар'єра тренера
Розпочав тренерську кар'єру відразу ж по завершенні кар'єри гравця, 2005 року, очоливши тренерський штаб клубу «Андерлехт». В подальшому очолював команди клубів «Серкль» та «Жерміналь-Беєрсхот».
Наразі останнім місцем тренерської роботи був клуб «ВВВ-Венло», команду якого Глен Де Бук очолював як головний тренер до 2012 року.

## Титули та досягнення

### Командні
- Чемпіон Бельгії: 1999/00, 2000/01 і 2003/04.
- Володар суперкубка Бельгії: 2000, 2001.
- Володар кубка бельгійської ліги: 1999/00.